# Vaejovis morelia
Espèce
Vaejovis morelia est une espèce de scorpions de la famille des Vaejovidae.

## Distribution
Cette espèce est endémique du Michoacán au Mexique. Elle se rencontre vers Morelia vers 2 030 m d'altitude.

## Description
Le mâle holotype mesure 24,2 mm, les mâles mesurent de 23,3 à 24,45 mm et les femelles de 25,5 à 29,4 mm.

## Étymologie
Son nom d'espèce lui a été donné en référence au lieu de sa découverte, Morelia.

## Publication originale
- Miranda-López, Ponce-Saavedra & Francke, 2012 : « Una especie nueva de Vaejovis (Scorpiones: Vaejovidae) del centro de México. » Revista Mexicana de Biodiversidad, vol. 83, p. 966-975 (texte intégral).